# Takács Nándor (költő)

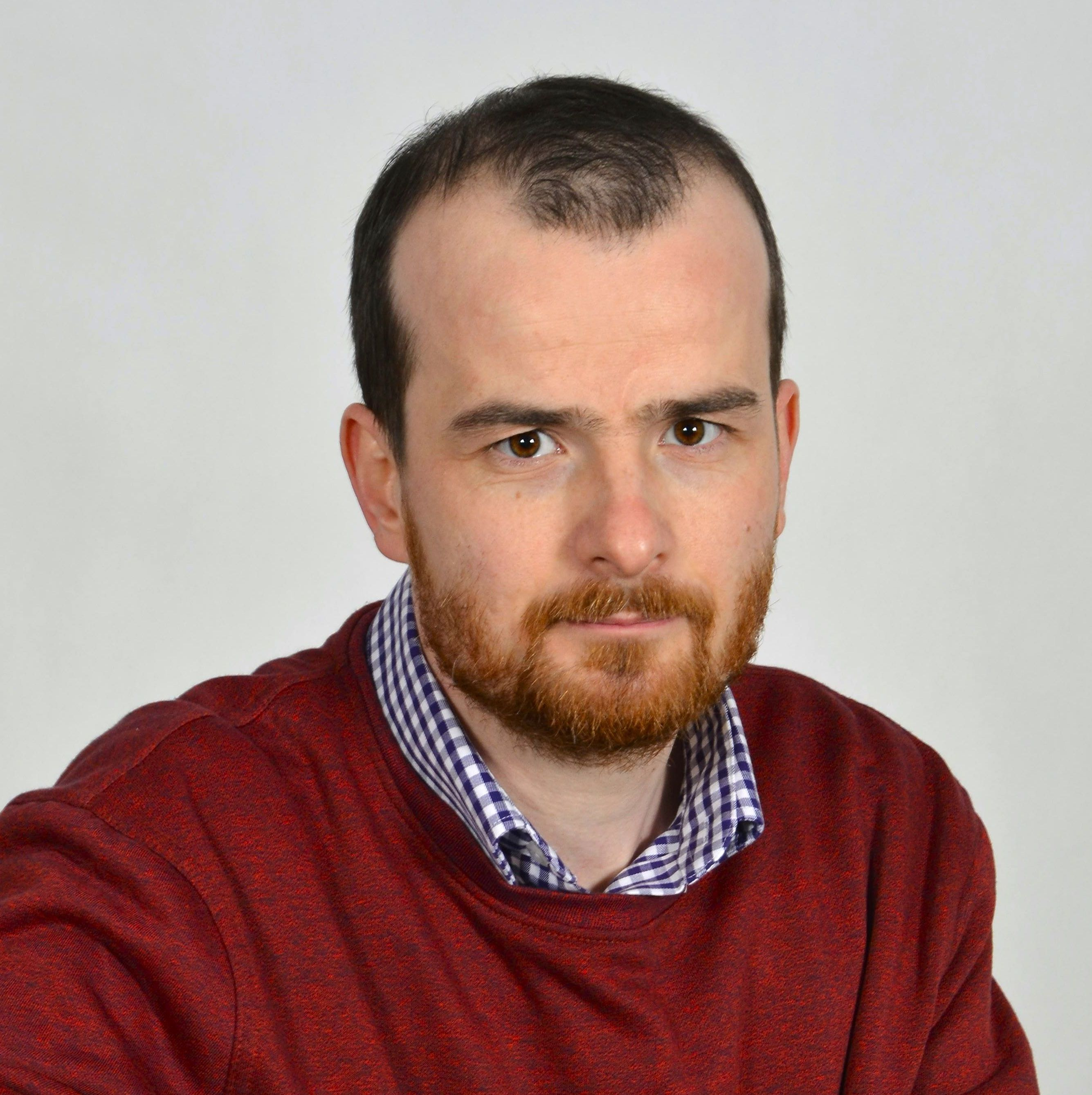
Takács Nándor

Takács Nándor (Mór, 1983 –) magyar költő, szerkesztő, tanár.

## Tanulmányok
2001-ben érettségizett a Pannonhalmi Bencés Gimnáziumban. Az Eötvös Loránd Tudományegyetemen 2009-ben diplomázott kutató biológusként Evolúció - Ökológia - Szisztematika szakirányon. Első tanári oklevelét 2011-ben szerezte meg a Pécsi Tudományegyetem biológiatanár (MSc) szakán, majd a Pannon Egyetem hallgatója lett, ahol 2017-ben végzett magyartanár (MA) szakon.

## Szakmai életút
2013-tól 2022-ig szakközépiskolákban és technikumokban tanított biológiát, illetve magyar nyelv és irodalmat. Pedagógusként környezeti neveléssel és a diákok szövegértelmezési, szövegalkotási kreativitásának fejlesztésével foglalkozott; természetvédelmi szakköröket, irodalmi önképző köröket szervezett, valamint részt vett tehetséggondozó és felzárkóztató iskolai programok lebonyolításában is.
Versei 2007-ben, a győri Műhely folyóiratban jelentek meg először, azóta rendszeresen publikál irodalmi folyóiratokban, többek között az Alföld, az Apokrif, a Műút, a Pannonhalmi Szemle, a Szépirodalmi Figyelő és az Új Forrás hasábjain, valamint az Ambroozia, a SZIFOnline és a zEtna internetes oldalán. Első verseskötete Kolónia címmel jelent meg 2014-ben a Napkút Kiadó gondozásában. 2021-től a Műhely folyóirat szerkesztője, a lap szépirodalmi (vers és próza), valamint pályakezdő költőket felkaroló tehetséggondozó rovatát vezeti.

## Művek
- Kolónia, versek, Napkút Kiadó, 2014
- Rádiócsend, versek, Napkút Kiadó, 2024

## Díjak, ösztöndíjak
- 2024--2027: a Magyar Művészeti Akadémia Művészeti Ösztöndíjprogramjának ösztöndíja[3]